# Lights (kortfilm van Marie Menken)
Lights (1966) is een stomme avant-gardistische kortfilm van schilder, actrice en cineaste Marie Menken. Het materiaal voor de film is opgenomen tijdens de kerstseizoenen van 1964 tot en met 1966 in nachtelijk New York. De film bestaat uit beelden vanop voorgevels, kerstverlichting, winkeldecoratie, fonteinen en autolichten van boulevards. De kortfilm duurt 6 tot 7 minuten en is gefilmd op 16 mm-film met een in de hand gehouden Bolex camera. De film bevat geen klassiek narratief en speelt met technieken zoals time-lapsefotografie, pixelatie, vrije beweging en belichting. Lights is een verdere uitbreiding op de secties ‘Nightwriting’ en ‘Lights’ uit Notebook (1962), dat bestond uit materiaal gefilmd tussen 1940 en 1962. De film is uitgebracht onder de ‘Gryphon filmgroep’, waar zij en haar man Willard Maas de oprichters van waren.

## Plot
Lights begint met beelden van de kerstboomverlichting van het Rockefeller Center. Eerst zijn kerstklokken duidelijk zichtbaar, maar al snel worden deze geabstraheerd door ze van onder te filmen of door de camera in een snel tempo te bewegen. Het warme energetische gevoel dat de kleuren en verlichting teweegbrengen, staat in contrast met de koude winterdagen. Menken vertelde dat ze haar camera moest opwarmen onder haar jas, vanwege de vriestemperaturen. Hierna wordt er uitgezoomd en zijn de kerstboom en het Rockefeller Center te zien. Menken verkent hierna met haar camera de stad. De frames, de lichten en Menken dansen verder door de straten van nachtelijk New York.
In verschillende frames zitten religieuze verwijzingen, allen in relatie tot licht: een kerstster, een kerk waarvan de contouren belicht zijn, een Latijns kruis en een snel tracking shot van een kerststal. De symboliek staat altijd in relatie tot de kerst- en stadsverlichting, alleen al het feit dat de herkenning mogelijk is dankzij het licht bevestigd dit. Deze beelden vormen een efemere herinnering aan de origine van het kerstfeest, ze zijn voorbij in een oogwenk. Menken kwam uit een rooms-katholiek Litouws immigrantengezin en was ook praktiserend katholiek. In vele van haar kortfilms speelt het katholicisme een belangrijke rol. Het prominentste voorbeeld hiervan is het nooit voltooide The Gravediggers of Guadix (nooit voltooid), dat bestond uit gefilmd materiaal van Spaanse monniken toegewijd de doden te begraven.
Hierna zijn verschillende vervoersmiddelen te zien, zoals boten, auto’s en vliegtuigen. Menken speelt steeds weer met abstractie en (on)herkenbaarheid. Eerst zijn de lichtbronnen nog herkenbaar zoals bijvoorbeeld de rode achterlichten van de verkeersstroom, maar gelijktijdig met het versnellen van het tempo worden de bronnen steeds abstracter en ten slotte onherkenbaar. Ze speelt hier met de belichting door de sluitertijd te verhogen, waardoor meerdere lichtbronnen worden gelaagd en gekneed tot er enkel kalligrafische krullen, vinkjes en artificiële sterrenconstellaties overblijven. Deze abstracte lichttekeningen zijn gemaakt door haar Bolex’ I/T-schakelaar op T (time exposure/ belichtingstijd) te zetten i.p.v. op I (instantanéous/onmiddellijk). Hierdoor blijft de sluiter openstaan zolang de Bolex op P (pixilation/single frame) staat i.p.v. M (motor/automatisch).  
Menkens fluïde camerabeweging is een alternatief voor de standaard dolly shot uit Hollywood, dat vaak de camera letterlijk vastzette op rails. Menken beweegt lichtvoetig en schildert hier met haar camera op 16mm niet met verf maar met waarneming. Zelf vond ze dat beweging, eigen aan film, het grote voordeel is tegenover het vele statischere schilderij. Film was voor Menken een logische stap, aangezien ze in haar schilderijen al op zoek was naar Duchampiaanse veranderingsoperaties[v]. Voor Menken was elk filmframe een schilderij.  

## Invloed en bijdrage
Marie Menken is beïnvloed door verschillende kunststromingen. Zo plaats de filmhistoricus Scott Mcdonald haar in de traditie van de landschapsfilm. Ze verkent een landschap met haar camera en gaat opstap om de wonderen der stadsnatuur te ontdekken en capteren. Ondanks op het eerste zicht weinig natuur zijn de kerstboom en het water uit o.a. fonteinen hier een herinnering aan.
Lights bevat ook elementen van de stadssymfonie. Gelijkaardig aan haar eerder gemaakte Go! Go! Go! (1964) is de film zelfreflexief, abstract en speelt de stad een zeer belangrijke rol. Menken speelt met de notie van de stadssymfonie maar ook op vele gebieden anders, zo is er in Lights geen eenheid van plaats en tijd.
De filmhistoricus P. Adams Sytney plaats Menken in de emersioniaanse esthethiek, waarin haar voornaamste bijdrage de somatische camerabeweging is. De somatische camera of de wandelende camera kan volgens Sytney door zijn vloeiende en losse beweging de identificatie van het bewegende frame van het uiteindelijk geprojecteerde beeld levendiger overbrengen met de bewegingen van de filmmaker. Hierdoor kan de film samenvallen met het gevoel en de intentie van de filmmaker.
De avant-garde filmmakers Jonas Mekas en Stan Brakhage, tevens vrienden en sterk beïnvloed door Menken spraken veel lof over haar en plaatsten haar binnen de lyrische film en de dagboektraditie. Mekas zei “De structuur van Menken's filmische zinnen, haar bewegingen en haar ritmes zijn die van poëzie”. Brakhage noemde op zijn beurt Menken een filmpoëet. Melissa Ragona vindt echter niet dat haar films in eerste instantie lyrisch zijn, maar dat voor Menken het omzetten van tekeningen en beeldhouwwerken naar een tijdsgebonden medium zoals film, veel belangrijker was. Volgens Rogana zijn Fluxus en Popart stromingen, respectievelijk verbonden door Robert Watts en Andy Warhol, die haar verder beïnvloedden om weg te gaan van expressionistische zorgen over de specificiteit van het doek en de verf.

## Receptie
Marie Menkens Lights bleef zoals al haar werk onderbelicht in de filmgeschiedenis, maar heeft met haar oeuvre heel wat filmmakers en kunstenaars beïnvloed waaronder Jonas Mekas, Andy Warhol, Stan Brakhage, Maya Deren, Norman Mclaren, Kenneth Anger, enz.  Menken was een groot voorbeeld voor vele feministen en werd op een van de eerste filmfestivals uitsluitend voor vrouwen in Philadelphia in 1972 uitvoerig vertoond. Alexandra Grilikhes omschreef haar films in een essay over de noodzaak van een festival uitsluitend voor vrouwelijke filmmakers te houden als volgt:
“ Menken's never given credit for her originality or influence. She always worked independently, forming a co-op with friends in order to do so. Small, evenly finished, mature, her works dazzle with jolt”.